# جهانشاه صارمی
جهانشاه صارمی(متولد ۱۳۳۵)، نوازنده تار و سه تار اهل تهران می‌باشد. او سرپرست گروه موسیقی «نهفت» می‌باشد.

## تحصیلات
جهانشاه صارمی در سال ۱۳۳۵ به دنیا آمد. او بعد از طی مراحل ابتدایی و راهنمایی و دبیرستان تحصیلات عالی خود را در رشته مهندسی مکانیک دانشگاه صنعتی خواجه‌نصیرالدین طوسی به پایان رساند.

## فعالیت در حوضه موسیقی
برای آموزش تار و سه تار نزد رضا وهدانی رفت که از جمله شاگردان علی‌اکبرخان شهنازی بود. در کنار آن آموزش تار و سه تار را با محمدرضا لطفی، ارشد تهماسبی و حسین علیزاده ادامه داد و سپس خود در زمرهٔ معلمان و استادان موسیقی قرار گرفت و گروه نهفت را بنا گذاشت که کار اصلی آن بازنوازی آثار بزرگان موسیقی برای نوجوانان و کودکان بود. نخستین تجربه اجرایی این نوازنده تار و سه تار کار در پروژه ارکستر مضرابی حسین دهلوی موزیسین برجسته بود که به عنوان نوازنده تار و سه تار شرکت کرد. در فیلم دلشدگان علی حاتمی نیز نقش نوازنده تار را ایفا کرد. همکاری با علی صمدپور در انتشار مجموعه کتاب‌های همساز و نیز همکاری در نت نگاشت کتاب‌های یک و دو و سه حسین علیزاده از دیگر فعالیت‌های او به‌شمار می‌رود. بیش از ۴۰ اجرا با گروه نهفت و کسب جوایزی از جشنواره موسیقی فجر نیز از دیگر فعالیت‌های او به‌شمار می‌رود. آلبوم نهفت یک نیز از جمله آثار او به‌شمار می‌رود که سال ۱۳۹۵ منتشر شد.